# 亮叶杨桐
亮叶杨桐（学名：Adinandra nitida）为山茶科杨桐属下的一个种。

## 扩展阅读
- 維基物種上的相關：亮叶杨桐